# Sansevieria frequens
Sansevieria frequens là một loài thực vật có hoa trong họ Măng tây. Loài này được Chahin. mô tả khoa học đầu tiên năm 2000.